# Myudzhyugaftaran
Myudzhyugaftaran är en ort i Azerbajdzjan.   Den ligger i distriktet İsmayıllı Rayonu, i den centrala delen av landet, 160 km väster om huvudstaden Baku. Myudzhyugaftaran ligger 618 meter över havet och antalet invånare är 255.
Terrängen runt Myudzhyugaftaran är kuperad åt sydost, men åt nordväst är den platt. Terrängen runt Myudzhyugaftaran sluttar norrut. Närmaste större samhälle är İsmayıllı, 9,0 km öster om Myudzhyugaftaran. 
Trakten runt Myudzhyugaftaran består till största delen av jordbruksmark. Runt Myudzhyugaftaran är det ganska glesbefolkat, med 34 invånare per kvadratkilometer.